# Magda Frank
Magda Frank (* 20. Juli 1914 in Kolozsvár (Siebenbürgen); † 23. Juni 2010 in Buenos Aires) war eine ungarisch-argentinische Bildhauerin und Hochschullehrerin.

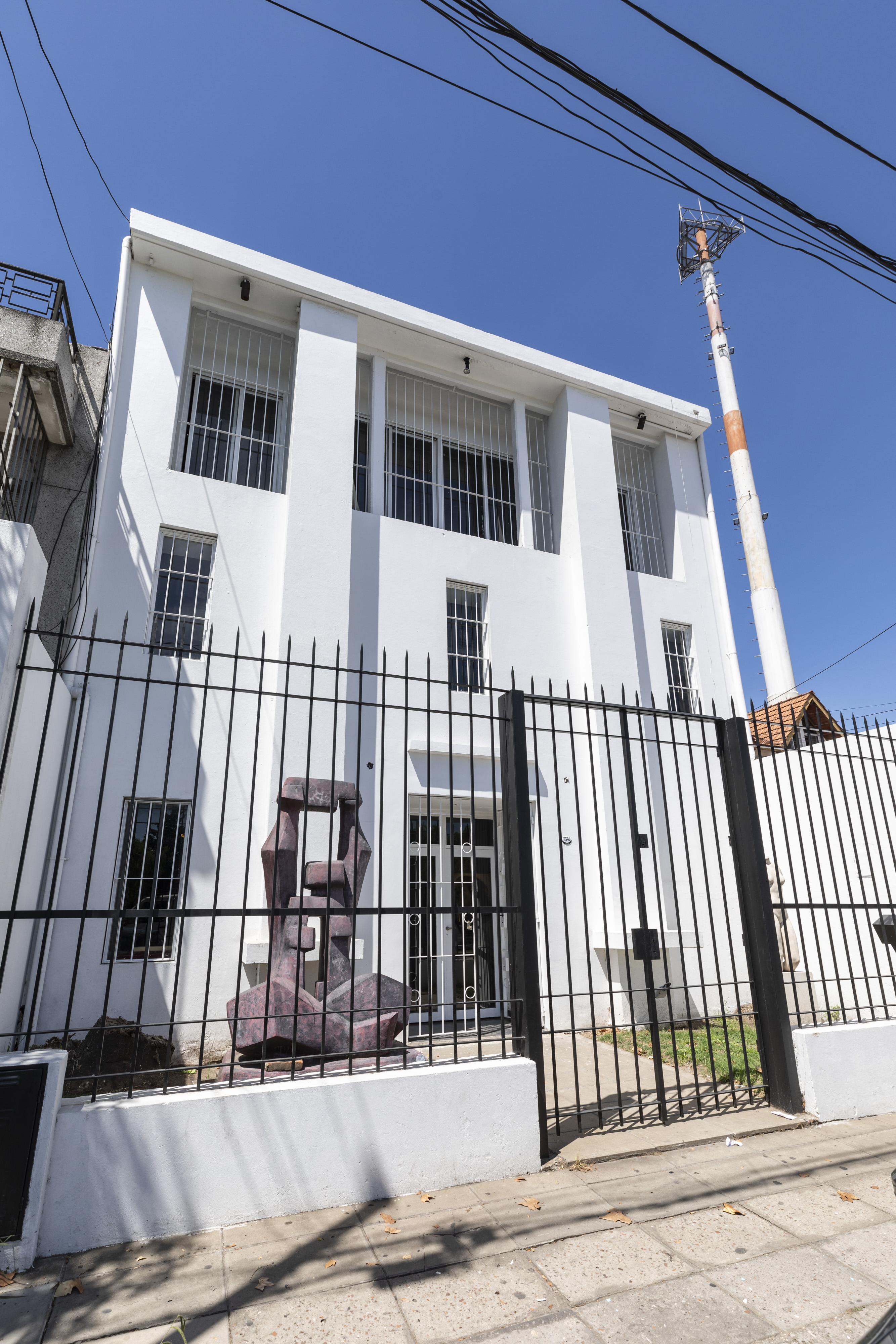
Magda-Frank-Museum in Buenos Aires, Argentinien.

## Leben
Magda Frank wurde in Kolozsvár geboren, damals Österreich-Ungarn. Der Ort wurde erst nach gehörte und erst 1918 durch den Vertrag von Trianon Teil von Rumänien. Vor der Verfolgung von Juden in Ungarn flüchtete sie in die Schweiz. Später zog sie nach Paris und studierte dort an der Académie Julian. 1950 kam sie in Buenos Aires (Argentinien) an, um ihren Bruder zu besuchen, welcher ihr einziges noch lebendes Familienmitglied war. Dort wurde sie zur Professorin an der Artes Visuales de Buenos Aires berufen. Ihre Arbeiten stellte sie in Galería Pizarro aus.  Sie wurde mit dem Benito Quinquela Martín Preis des Eduardo Sívori Museum ausgezeichnet und erhielt weitere Auszeichnungen vom Senado de la Nación Argentina. Arbeiten von ihr werden im Musée National d’Art Moderne in Paris, im Petit Palais in Paris und im Museo Nacional de Bellas Artes in Buenos Aires gezeigt. 1995 zog sie endgültig nach Argentinien und errichtete dort das Magda Frank House Museum in Saavedra. Sie starb 2010 in Buenos Aires.